# Ceuró
Ceuró és una de les entitats de població del municipi de Castellar de la Ribera. És un petit nucli de població integrat per dues masies, l'església parroquial i un petit cementiri. Es troba a la carena esquerra de la vall de la Ribera Salada, a 622 msnm. d'altitud (110 m per sobre de la vall), a l'extrem oriental del municipi (l'Alt Urgell és a menys de 2,5 km del nucli).
L'església, dedicada a Sant Julià, és romànica del segle xi. La façana, però, no és la primigènia doncs aquesta va ser destruïda per un llamp el 1905.
Des del segle xi hi ha constància documental del castell de Ceuró (del qual únicament se'n conserven només unes restes molt malmeses) que pertanyé a l'església de Santa Maria de Solsona. Del segle xi al XIII rep diverses denominacions: Ozró, Ozdró, Odró, Oró i Ouró.
Al segle xix formava amb Pampa el municipi de Ceuró i Pampa.
A 1 km al SE del cementiri hi ha la necròpolis de Ceuró.

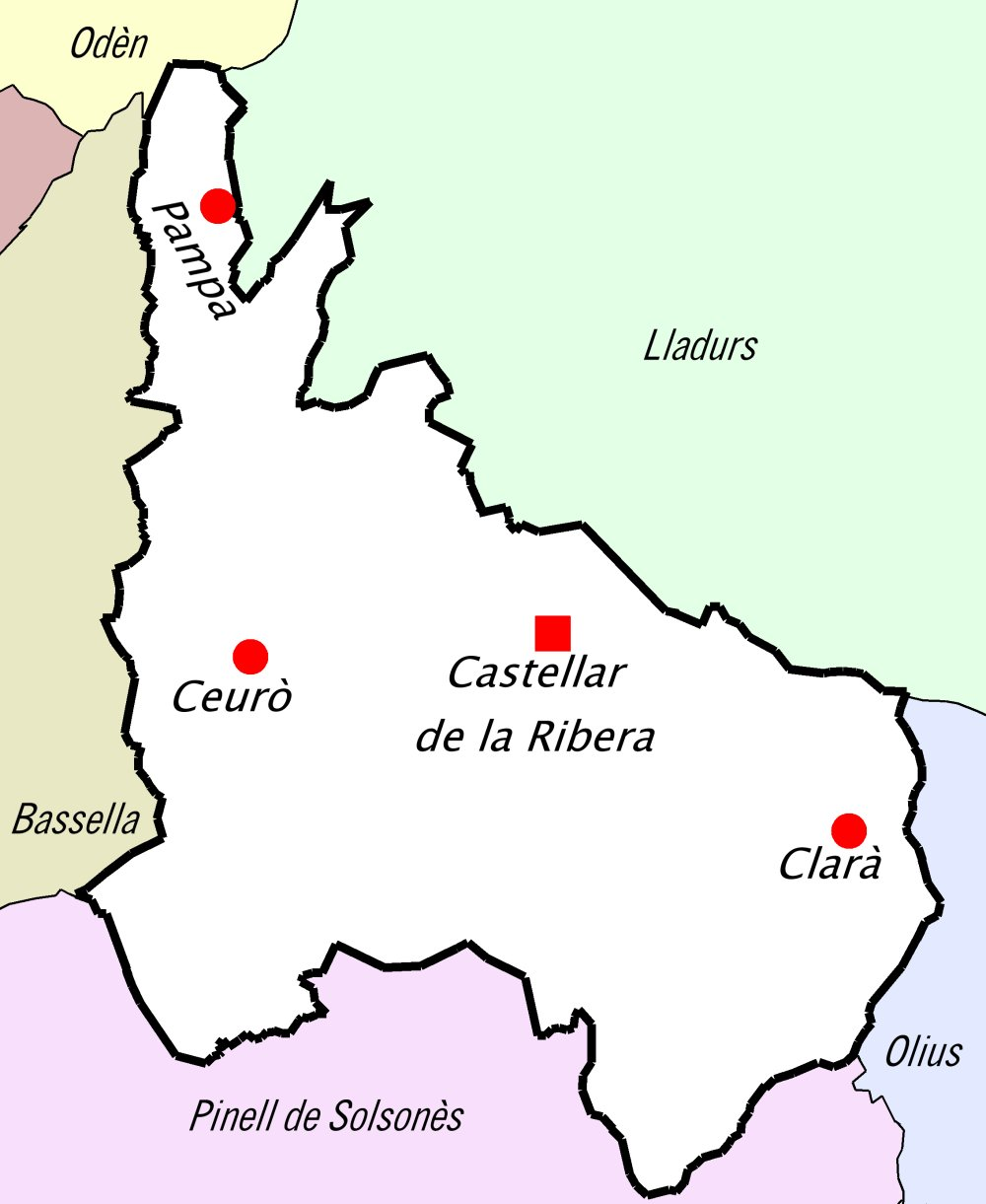
El terme municipal de Castellar

## Demografia
| Evolució demogràfica |            |            |            |                   |                   |                   |       |
| Any                  | Nucli urbà | Nucli urbà | Nucli urbà | Poblament dispers | Poblament dispers | Poblament dispers | Total |
| Any                  | Homes      | Dones      | Total      | Homes             | Dones             | Total             | Total |
| 2000                 | 0          | 0          | 0          | 12                | 15                | 27                | 27    |
| 2001                 | 0          | 0          | 0          | 12                | 15                | 27                | 27    |
| 2002                 | 0          | 0          | 0          | 12                | 14                | 26                | 26    |
| 2003                 | 0          | 0          | 0          | 16                | 15                | 31                | 31    |
| 2004                 | 0          | 0          | 0          | 15                | 14                | 29                | 29    |
| 2005                 | 0          | 0          | 0          | 14                | 14                | 28                | 28    |
| 2006                 | 0          | 0          | 0          | 15                | 15                | 30                | 30    |
| 2007                 | 0          | 0          | 0          | 17                | 16                | 33                | 33    |
| 2008                 | 0          | 0          | 0          | 16                | 16                | 32                | 32    |
| Font: INE            |            |            |            |                   |                   |                   |       |

## Poblament
El poblament del poble de Ceuró és format exclusivament per masies.
- Llista de masies de Ceuró.